# Epeorus insularis
Epeorus insularis es una especie de efímera del género Epeorus, familia, Heptageniidae. Fue descrita por Braasch en 1983.

## Descripción
Posee una franja que varía de rojo a marrón en los esternones abdominales. Placas branquiales bien desarrolladas.

## Distribución y hábitat
Se distribuye por Grecia, en la isla de Samos. Las larvas habitan en pequeños arroyos boscosos a altitudes que van desde 128 hasta 440 m s. n. m.